# Innamorarsi perdutamente non è mai un affare
Innamorarsi perdutamente non è mai un affare è un singolo del duo musicale Colapesce Dimartino, pubblicato il 7 giugno 2024 come settimo estratto dal secondo album in studio Lux Eterna Beach.

## Video musicale
Il video visual, diretto da Zavvo Nicolosi e Giovanni Tomaselli, è stato reso disponibile in concomitanza con il lancio del singolo attraverso il canale YouTube del duo.

## Tracce
Testi e musiche di Lorenzo Urciullo, Antonio Di Martino.
1. Innamorarsi perdutamente non è mai un affare – 3:00